# Anomalohalacarus
Anomalohalacarus (лат.) — род морских тромбидиформных клещей семейства Halacaridae из надотряда Acariformes.

## Описание
Морские клещи микроскопических размеров. Длина тела от 200 мкм до 520 мкм. Идиосома и лапки узкие. Первые две пары ног отдалены от задних двух пар. Гнатосома длиннее своей ширины. Рострум узкий. Из четырех пар ног две передние обращены вперед, а две — назад. Относительно короткие ноги имеют шесть сегментов. Тело слабо склеротизовано. Дорзум с 5 или 6 парами щетинок. Псаммобионт, обитает в интерстиции песчаных отложений. Большинство находок сделаны с литорали и
сублиторали. Северная Атлантика, Средиземное море, Черное море, Индийский и Тихий океан.

## Классификация
Включает около 20 видов. Род входит в состав подсемейства Anomalohalacarinae Bartsch, 1985.
- Anomalohalacarus acnemus
- Anomalohalacarus affinis
- Anomalohalacarus anomalus
- Anomalohalacarus arenarius
- Anomalohalacarus biformis
- Anomalohalacarus dampierensis
- Anomalohalacarus intermedius
- Anomalohalacarus litoralis
- Anomalohalacarus macellus
- Anomalohalacarus marcandrei
- Anomalohalacarus minutus
- Anomalohalacarus mollis
- Anomalohalacarus poizati
- Anomalohalacarus ruffoi
- Anomalohalacarus septentrionalis
- Anomalohalacarus similis
- Anomalohalacarus singularis
- Anomalohalacarus tenellus
- Anomalohalacarus tenuis